# Ignacio Agirrezabala
Ignacio María Agirrezabala Ibarbia (Bilbao, 10 maggio 1909 – Bilbao, 9 settembre 1980) è stato un calciatore e imprenditore spagnolo, di ruolo attaccante.

## Biografia
Era fratello minore di Marcelino Agirrezabala, anch'egli calciatore. Ha ereditato il soprannome del fratello, ed era pertanto conosciuto come Chirri II. Una volta giocò contro il fratello maggiore, difendendo la maglia dell'Athletic Bilbao.
Dopo l'attività agonistica, Ignacio Agirrezabala abitò in Argentina per otto anni dopo aver trovato lavoro in un ufficio tecnico di un'impresa edile gestita da un immigrato di Bilbao. Durante il suo soggiorno in Argentina nacquero cinque dei suoi sei figli. Nel 1946 l'intera famiglia decise di tornare in patria e si stabilì di nuovo a Bilbao. Proprio lì, Agirrezabala co-fondò una società di costruzioni chiamata Dolmen Building, della quale sarà direttore tecnico.

## Carriera
A 16 anni si iscrisse nell'Athletic Club junior.
Ha fatto il suo debutto con la prima squadra a 18 anni, il 4 marzo 1928 in una partita ufficiale. Un mese e mezzo dopo fu chiamato per la sua prima partita internazionale (ne disputò 4 in tutta la sua carriera).
È stato attivo in 8 stagioni al Club Atletico giocando 163 partite e segnando 57 gol.
Fece parte della squadra di maggior successo della storia del club, nota come Athletic Primera delantera histórica. Quella squadra vinse quattro Coppe del Re consecutive (dal 1930 al 1933), eguagliando il record che aveva conseguito il Real Madrid agli inizi del 1900. Giocò le prime tre segnando anche il primo gol alla fine del 1931 nella gara che vide opposte il Betis e l'Athletic, finita 3-1. Sempre contro il Betis debuttò nella Liga nel 1929, e vincendo in seguito tre scudetti (1930, 1931 e 1934).
Alla fine della stagione 1934-1935 Chirri II decise di concludere la sua carriera sportiva.